# رحیم قزوینی
حاج رحیم آقا قزوینی (زاده ۱۲۵۰ خورشیدی در تبریز) سرمایه‌دار و از پیشگامان صنعت نساجی در ایران بود که در صحنه سیاست نیز فعالیت‌هایی داشت. او یک دوره به نمایندگی تبریز در مجلس شورای ملی انتخاب شد اما به مجلس نرفت. 
رحیم آقا قزوینی یکی از اعضای اتاق تجارت تهران بود.
پدرش حاج فتحعلی از تجار قزوین بود که بیشتر داد و ستدش با آذربایجان بود. از این رو به تبریز رفت و در آنجا ازدواج کرد و ساکن شد. حاج رحیم نیز پیشه پدر را در پیش گرفت. او در جوانی چند سفر به اروپا کرد و در اوائل جنگ جهانی اول، کارخانه ریسمان‌بافی از آلمان خرید و به تبریز برد. او از سال ۱۳۰۶ شمسی ﺍﻭﻟﻴﻦ ﻛﺎﺭﺧﺎﻧﻪ ﺭﻳﺴﻨﺪﮔﻲ را ﺩ‌ﺭ قزوین افتتاح کرد‌ و کارخانه خود در تبریز را هم توسعه داد. او از سرمایه‌دارهای خوشنام و متجدد ایران بود و به رضاخان سردار سپه در دوران وزارت جنگ او نزدیک شد و بنای حمایت از او گذاشت. در جریان خلع قاجاریه از سلطنت، دسته‌جاتی در حمایت از رضاخان راه می‌انداخت و عده زیادی را در مدرسه نظام چندین شبانه‌روز متحصن کرد تا خواهان برکناری احمدشاه شوند. همه هزینه آنان را نیز خود داد. 
حاج رحیم آقا قزوینی در زمان پادشاهی رضاشاه در سال ۱۳۰۷ خورشیدی در انتخابات دوره هفتم مجلس شورای ملی به نمایندگی تبریز انتخاب شد اما به مجلس نرفت. 